# Samburu South Airport
Samburu South Airport är en flygplats i Kenya. Den ligger i den centrala delen av landet, 220 km norr om huvudstaden Nairobi. 
Runt Samburu South Airport är det glesbefolkat, med 13 invånare per kvadratkilometer. Det finns inga samhällen i närheten. Trakten runt Samburu South Airport består i huvudsak av gräsmarker.